# Metaxymorpha
Genre
Les Metaxymorpha forment un genre d'insectes de l'ordre des coléoptères, de la famille de Buprestidae, sous-famille des Buprestinae, tribu des Stigmoderini.

## Dénomination
Ce genre a été décrit par l’entomologiste Charles Christopher Parry en 1848, sous le nom de Metaxymorpha (Initialement il en avait fait seulement un sous-genre).

### Synonymie
- Stigmodera (Metaxymorpha) (Parry, 1848)
- Semnopharus (van de Poll, 1886)

## Taxinomie
Il existe 18 espèces connues :
- Metaxymorpha alexanderiensis (Nylander, 2008)
- Metaxymorpha apicalis (van de Poll, 1886)
- Metaxymorpha apicerubra  (Théry, 1923)
- Metaxymorpha dohertyi  (Théry, 1923)
- Metaxymorpha gloriosa  (Blackburn, 1894)
- Metaxymorpha grayii  (Parry, 1848)
- Metaxymorpha hanloni  (Nylander, 2008)
- Metaxymorpha hauseri  (Théry, 1926)
- Metaxymorpha hilleri  (Nylander, 2004)
- Metaxymorpha hudsoni  (Nylander, 2001)
- Metaxymorpha imitator  (Sainval & Lander, 1994)
- Metaxymorpha landeri  (Nylander, 2001)
- Metaxymorpha mariettae  (Nylander, 2004)
- Metaxymorpha meeki (Théry, 1923)
- Metaxymorpha nigrofasciata  (Nylander, 2001)
- Metaxymorpha nigrosuturalis  (Sainval & Lander, 1993)
- Metaxymorpha pledgeri  (Nylander, 2001)
- Metaxymorpha sternalis  (Hoscheck, 1931)